# Tabergstjärnarna
Tabergstjärnarna är en sjö i Leksands kommun i Dalarna och ingår i Dalälvens huvudavrinningsområde.